# Bob Tizard

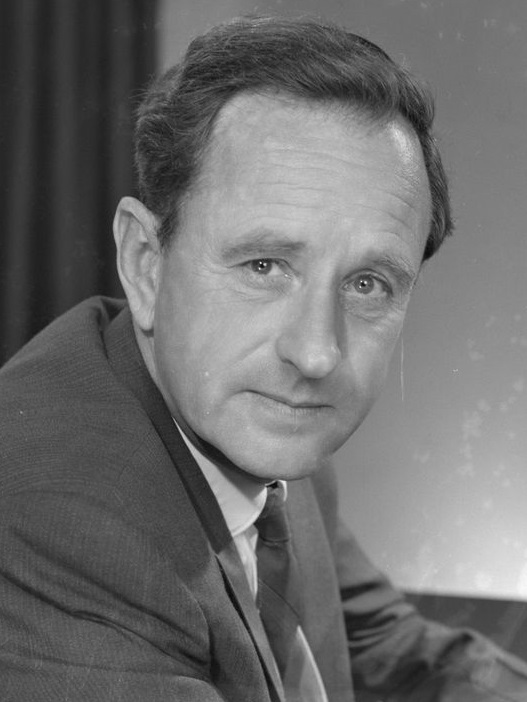
Bob Tizard (1968)

Labour-Abgeordneter im Parlament im Mai 1966, Bob Tizard, zweitletzter in der zweiten Reihe

Robert James Tizard (* 7. Juni 1924 in Auckland, Neuseeland; † 28. Januar 2016 ebenda), in der Öffentlichkeit und in Publikationen als Bob Tizard bekannt, war ein langjähriger neuseeländischer Politiker und Minister in den Regierungen der New Zealand Labour Party.

## Leben
Robert James Tizard wurde 1924 als Sohn von H. J. Tizard in Auckland geboren. Über seine Mutter ist nichts bekannt. Seine Schulbildung erhielt er an der Meadowbank School und der Auckland Grammar School. 1940 bekam er ein Universitätsstipendium verliehen. Im März 1943 ging er zur Royal New Zealand Air Force und verließ Neuseeland im Januar 1944 in einer Abordnung des Militärs in Richtung Kanada. Nach dem Ende des Zweiten Weltkriegs ging Tizard zur Aufnahme eines Studiums an das Auckland University College, an dem er 1948 mit einem Bachelor of Arts und 1950 mit der Arbeit Mr. H. E. Holland’s blueprint for New Zealand and the world: its inspiration and influence mit einem Master of Arts abschloss.
Während seiner Zeit an der Universität, an der er zeitweise das Amt des Präsidenten der Auckland University Students' Association innehatte, traf Tizard seine erste Frau, Catherine Anne Maclean, die er 1951 heiratete, mit ihr in den Stadtteil Avondale von Auckland zog und mit ihr zusammen vier Kinder hatte. 1957 zogen sie nach Glendowie, der ebenfalls ein Stadtteil von Auckland ist. 1980 ließen sich die beiden scheiden. Tizard heiratete wenig später Mary Nacey. Auch diese Ehe war nicht von Bestand und so heiratete Tizard im September 1989 die Kanadierin Beryl Vignale, mit der er bereits 45 Jahre zuvor, während des Zweiten Weltkriegs in seiner Zeit in Kanada, eine Beziehung geführt hatte.

## Politische Karriere
Tizards erste Bewerbungen um politische Ämter und um einen Sitz im Repräsentantenhaus in den Jahren von 1951 bis 1954 waren zunächst nicht erfolgreich. Bis zum ersten Gewinn eines Sitzes im Parlament im Jahr 1957 für den Stadtteil und Wahlbezirk Tamaki, arbeitete Tizard als Lektor an der University of Auckland und als Lehrer an einer Schule. Drei Jahre später verlor er sein Mandat an den Mitbewerber Robert Muldoon. Dies bedeutete für Tizard eine Schmach und führte zu einer lebenslangen Feindschaft zwischen ihm und Muldoon.
Im Frühjahr 1963 konnte Tizard in einer Nachwahl im Wahlbezirk Otahuhu seinen Sitz im Parlament wiedergewinnen, den er bis zu seinem Ruhestand im Jahr 1990 für unterschiedlichen Wahlbezirke in Auckland ohne Unterbrechung halten konnte.
Als im Jahr 1972 die Labour Party unter Norman Kirk die Parlamentswahl gewann, wurde Tizard Minister für Gesundheit und für die State Services (Dienste des Staates) verantwortlich. Nachdem Norman Kirk zwei Jahre später unerwartet verstorben war, übernahm Bill Rowling die Staatsgeschäfte und Tizard wurde zusätzlich zum Amt des Finanzministers Rowlings Stellvertreter. Als in der Ölpreiskrise 1973 die Labour Party zwei Jahre später die Parlamentswahl verlor, ging Tizard mit seinen Parteikollegen für die folgenden neun Jahre in die Opposition. In der Regierung des Jahres 1984, in der die Labour Party die Macht zurückgewinnen konnte, übernahm Tizard das Amt des Ministers für Energie. In der folgenden Legislaturperiode drei Jahre später übernahm er dann das Amt des Verteidigungsministers und setzte die umstrittene Entscheidung durch, zwei Fregatten für die Marine zu kaufen.
1986 ließ er sich zum Mitglied des neuseeländischen Privy Council wählen, schied aber zwei Jahre später im Januar 1990 wegen Differenzen bezüglich der Wirtschaftspolitik seiner Partei aus der Regierung von Geoffrey Palmer aus.
Im Jahr 2007 ließ sich Tizard, nunmehr schon 83 Jahre alt, in den Auckland District Health Board seiner Heimatstadt wählen.
Am 28. Januar 2016 verstarb Robert James Tizard in Auckland im Beisein seiner fünf Kinder.
Insgesamt war Tizard über 31 Jahre Parlamentsabgeordneter, davon 12 Jahre als Minister in unterschiedlichen Regierungen und 19 Jahre in der Opposition.

## Auszeichnungen
- 2000 – Companion of the New Zealand Order of Merit[6]